# Kutenai
Pour l’article homonyme, voir Kootenay (homonymie).

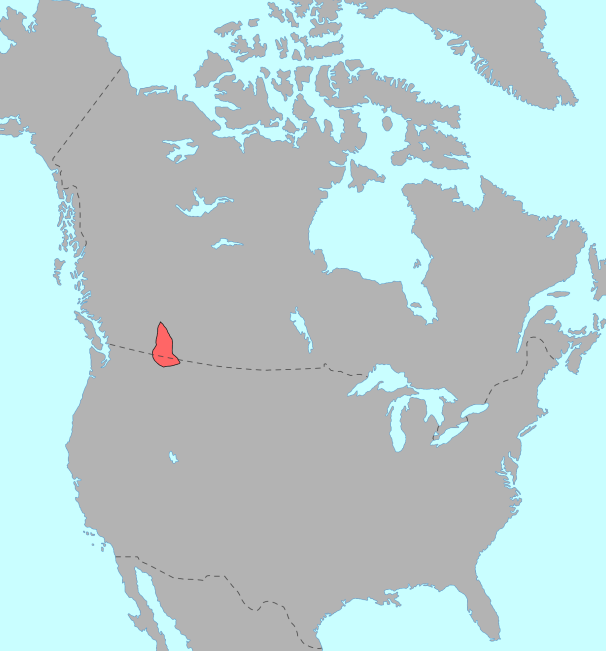
Zone où le kutenai est traditionnellement parlé.

Le kutenai  (ou kootenai) est une langue amérindienne isolée parlée aux États-Unis, dans l'Idaho et au Canada, en Colombie-Britannique. Elle est parlée par le peuple Kootenay.
La langue est menacée.

## Classification
Le kutenai est une langue isolée. 

## Écriture
| a | a· | ȼ | ȼ̓ | h | i | i· | k | k̓ | l | ⱡ | m | m̓ | n | n̓ | p | p̓ | q | q̓ | s | t | t̓ | u | u· | w | x | y | ʔ |